# Ouvrage La Ferté

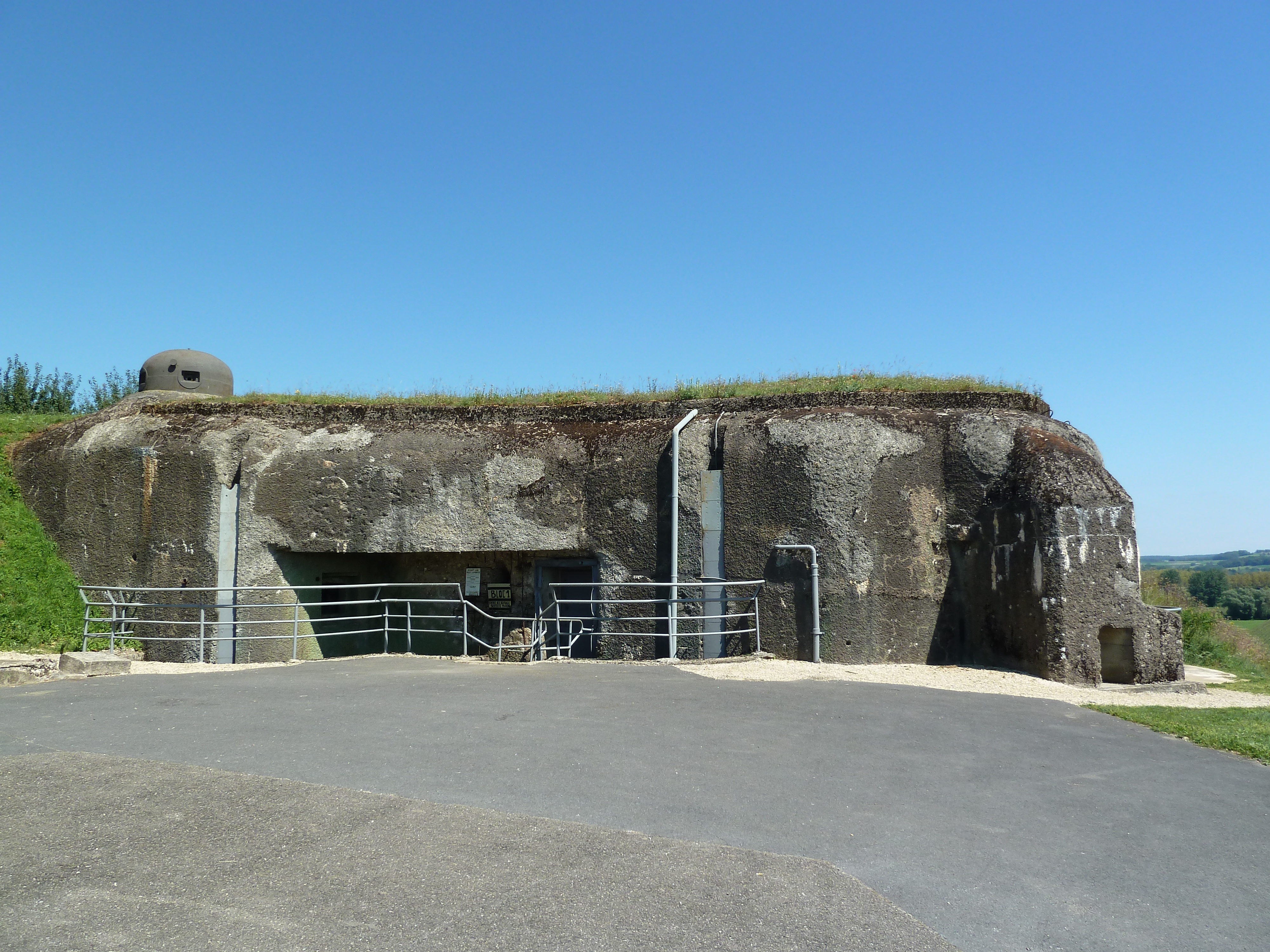
Blok I van de Ouvrage

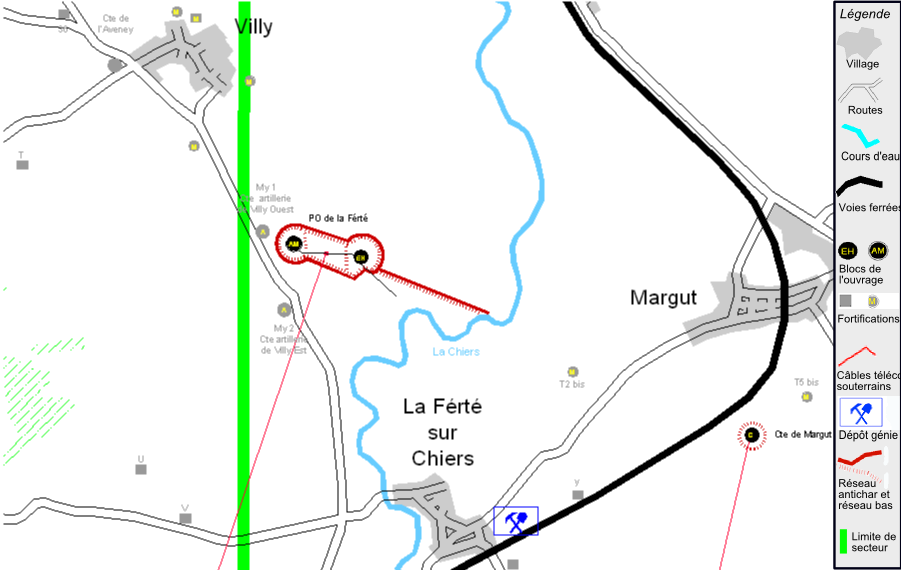
Kaart van het fort en de omgeving

De ouvrage de La Ferté of Villy-La Ferté was het enige grotere vestingwerk van de Maginotlinie dat tijdens de Slag om Frankrijk direct werd aangevallen door Duitse troepen. Het fort was onderdeel van de Versterkte Sector van Montmédy. Het bevindt zich op het grondgebied van de gemeenten La Ferté-sur-Chiers en Villy, vlak bij de Belgische grens, aan het einde van het hoofddeel van de linie, dat de grens met Duitsland moest verdedigen. Verder naar het westen liggen de Ardennen, die door het Franse leger als ondoordringbaar voor grote hoeveelheden troepen, met name tanks, beschouwd werden. Het grootste deel van het Duitse leger brak echter toch door in dit gebied en hierbij kwam de ouvrage de La Ferté op de oostelijke flank te liggen, waarna werd besloten dat het neutraliseren van het fort noodzakelijk was.
Op 15 mei 1940 kwamen de Duitsers aan bij het plaatsje Villy-La-Ferté, een sector die werd verdedigd door de 3e division d'infanterie coloniale (de 3de koloniale infanteriedivisie). De Duitsers omsingelden het fort en de 104 soldaten en 3 officieren waren afgesloten van de rest van de eenheid, met uitzondering van telefoon en radioverkeer.
Op 18 mei werd Blok I van het fort zwaar onder vuur genomen, en na middernacht kwam ook Blok II onder zwaar vuur te liggen. De bevelhebber luitenant Bourguignon, uit het naburige Montmédy, vroeg toestemming om een uitbraakpoging te mogen doen, wat werd geweigerd. Het laatste contact vond plaats op 19 mei om 5:30, waarna de soldaten in het fort omkwamen bij explosies, door verstikking en zuurstofgebrek.
In juni 1940 begroeven de Duitsers de slachtoffers en in 1945 werden slechts 90 Franse slachtoffers aangetroffen, de graven van de overige 17, onder wie luitenant Bourguignon, werden niet gevonden. Op 13 juni 1973 werden met behulp van getuigenissen van een Duitse onderofficier de vermisten gevonden, die waren begraven achter Blok II. Ze werden herbegraven bij de andere slachtoffers op de Nécropole nationale de Villy-La Ferté die op zo'n 100 meter van het fort was aangelegd. Beide zijn te bereiken vanaf de weg tussen La Ferté-sur-Chiers en Villy. Het fort is dagelijks van half mei tot half november toegankelijk voor bezichtiging (geleid bezoek).